# Giovanni Marinelli
Giovanni Marinelli (Adria, 18 ottobre 1879 – Verona, 11 gennaio 1944) è stato un politico italiano.
Fu, tra l'altro, sottosegretario al Ministero delle comunicazioni dal 1939 al 1943, segretario amministrativo del Partito Nazionale Fascista, deputato del Regno d'Italia e sottosegretario di Stato alle comunicazioni.

## Biografia
Secondo dei sei figli del Cav. Rinaldo e di Maria Angela Teresa Raule, famiglia della media borghesia agraria, Giovanni Marinelli, di posizioni inizialmente anarco-sindacaliste, aderiva alla comunione massonica della
Gran Loggia di Piazza del Gesù.
Nel 1912 entrò nel Partito Socialista Italiano, dove conobbe Mussolini e nel 1914 lo seguì nella scelta interventista. Fu tra i fondatori nel 1919 dei Fasci italiani di combattimento dove entrò nella giunta esecutiva. Fu il primo segretario amministrativo del Partito Nazionale Fascista, arrivando a gestire una somma di oltre 5 milioni di lire dell'epoca, in soli conti correnti bancari.
Fece parte del quadrumvirato che resse il PNF dal 23 aprile al 16 giugno 1924, quando si dimise a seguito del delitto Matteotti, per il quale fu poi arrestato e detenuto per circa un anno.
Fu inizialmente imputato per il sequestro (non per l'omicidio) del deputato socialista Giacomo Matteotti. Ricercato come mandante del sequestro si consegnò alla polizia il 22 giugno ma, al contrario degli altri due coimputati come mandanti, organizzatori e favoreggiatori (Filippo Filippelli e Cesare Rossi), non accusò mai esplicitamente il Duce come mandante principale. Rimase in carcere 18 mesi, uscendone solo alla fine del 1925, e non venne mai processato in quanto il reato venne estinto da un provvedimento di amnistia del 31 luglio 1925.
Fu considerato fautore e cassiere, se non su ordine, perlomeno con l'assenso e il tacito appoggio di Mussolini, della cosiddetta "Ceka fascista" o "Ceka del Viminale", una piccola e violenta squadra speciale che agiva a fini politici, istituita poco tempo prima del delitto Matteotti. Nel marzo 1926 fu reintegrato nella carica di segretario amministrativo del PNF.
Fu deputato alla Camera del Regno nel 1929 e nel 1934. Nel 1939 fu consigliere nazionale della Camera dei fasci e delle corporazioni.
Fu nominato sottosegretario alle comunicazioni del governo Mussolini il 5 novembre 1939 e lo restò fino al 13 febbraio 1943.
Membro del Gran Consiglio del Fascismo anche in quanto a lungo segretario amministrativo del PNF, il 25 luglio del 1943 egli votò a favore dell'Ordine del giorno Grandi, che chiedeva al Duce di rimettere nelle mani degli organi costituzionali deputati tutti i poteri a loro spettanti secondo la legislazione fascista (tra cui il restituire il totale controllo delle forze armate al Re, secondo il relativo articolo dello Statuto Albertino mai abolito).
Arrestato, fu condannato a morte dalla RSI nel processo di Verona e venne fucilato l'11 gennaio 1944 insieme a Galeazzo Ciano, Emilio De Bono, Carluccio Pareschi e Luciano Gottardi. Nel suo diario, Giuseppe Bottai ebbe nei suoi confronti parole durissime: "[Marinelli era] fosco d'occhio e d'anima. Che egli abbia voluto “tradire” Mussolini non è immaginabile. Se non altro la sua cattiva coscienza di gerarca prepotente gliel'avrebbe impedito, ché solo un Mussolini poteva essere il suo degno protettore. Marinelli, piovuto per caso nella compagnia dei 19, dimostra da un punto di vista negativo l'inesistenza del tradimento, poiché egli era di quelli che non tradiscono se non le persone dabbene".
Tullio Cianetti, suo compagno di prigionia per tre mesi, descrisse Marinelli come un uomo talmente stanco e abbattuto da apparire quasi distratto: ad esempio, quando venne letta la sentenza, egli non la comprese e fu Ciano a dovergliela scandire. Oramai stremato e spesso piangente, al momento dell'uscita dalla cella - mentre si recava al luogo dell'esecuzione - dovette essere sorretto da due agenti.
Ebbe due figli: Beno, nato nel 1913 da Corinna Gambaro (la quale morì prematuramente) e Giorgio nel 1930 dalla seconda moglie Giulia degli Abbati. Dopo la scomparsa prematura di due fra i suoi fratelli fu anche padre adottivo per i sette nipoti Dante, Carlo,  Giuseppe, Matilde (in Marenghi), Adriana (in de Draganic Veranzio), Corinna (in Rancati), figli di Giulio, e Angelina (in Levi), figlia di Giuseppe.
Fu Caporale d'onore della Milizia Volontaria Sicurezza Nazionale, Medaglia d'oro della Marcia su Roma, Gr. Uff. dell'Ordine della Corona d'Italia, Cavaliere di Gran Croce (insignito del gran cordone) dell'Ordine dei Santi Maurizio e Lazzaro, Commendatore dell'Ordine di Isabella la Cattolica e Gr. Uff. dell'Ordine di Sant'Agata di S. Marino.